# Adrián (football)
Pour les articles homonymes, voir Adrian.
Adrián San Miguel del Castillo est un footballeur espagnol, né le 3 janvier 1987 à Séville. Il évolue au poste de gardien de but au Real Betis.

## Biographie
Né à Séville, Adrián est formé au Real Betis Balompié, le club des quartiers populaires de la ville andalouse. Il intègre l'équipe réserve en 2007 et y reste durant cinq saisons.

### Carrière professionnelle

#### Betis Séville
C'est en 2012, à l'âge de 26 ans, qu'il découvre le professionnalisme en intégrant l'équipe première. Le 29 septembre 2012, il profite de l'expulsion de Casto, le gardien titulaire, et de l'absence de Fabricio, l'habituel remplaçant, pour faire ses débuts en Liga contre le Málaga CF. Convaincant, son entraîneur Pepe Mel lui laisse le poste de titulaire, qu'il garde jusqu'à la fin de l'exercice 2012-2013. À la fin de la saison, il est suivi par l'Espanyol de Barcelone et les Anglais de West Ham.

#### West Ham United
Le 3 juin 2013, en fin de contrat, il s'engage pour trois saisons avec le West Ham United FC. Très vite, il prend la place du portier international finlandais Jussi Jääskeläinen. Lors de la saison 2014-2015, il prend part à l'intégralité des rencontres de Premier League.
Le 28 mars 2016, lors d'un match de charité West Ham United FC 2015-16 vs West Ham United All-Stars organisé en l'honneur de Mark Noble, Adrían réussit l'exploit de dribbler tout le terrain balle au pied et de marquer un but.
Alors que son équipe n'a connu qu'à trois reprises le succès lors des onze premières journées du championnat 2016-2017, il voit Darren Randolph lui être préféré pour le déplacement à White Hart Lane lors de la douzième journée (défaite 3-2). L'Irlandais enchaîne alors les rencontres jusqu'à mi-avril, Adrián ne prenant finalement part qu'à 16 rencontres de championnat sur l'ensemble de la saison.
Le 18 juillet 2017, Joe Hart est prêté à West Ham, David Moyes en faisant son titulaire pour la reprise de la saison. Les deux joueurs étant en balance tout au long de l'exercice, ils finissent tous deux avec 19 rencontres de championnat chacun à leur actif.
Il est définitivement relégué sur le banc à la suite de l'arrivée de Łukasz Fabiański, vivant une saison 2018-2019 blanche, ne disputant que cinq rencontres, toutes lors des coupes nationales. Elle se révélera être la dernière du gardien dans le club de la banlieue de Londres, son contrat arrivant à expiration, six ans après son arrivée en Angleterre.

#### Liverpool FC
Le 5 août 2019, il a été annoncé qu'Adrián avait signé pour Liverpool en transfert gratuit. Il a fait ses débuts pour le club le 9 août lors d'une victoire 4-1 contre Norwich City, entrant à la 39e minute en remplacement du blessé Alisson. Le 14 août, Adrián a commencé dans la 2019 UEFA Super Cup; en prolongation, il a concédé un penalty pour une faute sur Tammy Abraham, à partir duquel Jorginho a pu égaliser pour Chelsea. Après un match nul 2-2, le match est allé aux tirs au but, lors desquels Adrián a arrêté le dernier penalty d'Abraham, offrant à Liverpool son premier trophée de la saison 2019–2020 avec une victoire 5-4 aux tirs au but,. C'était aussi le premier trophée d'Adrián de sa carrière. Le manager de Liverpool, Jürgen Klopp, a décrit sa performance dans le match comme « incroyable ».
Adrián a fait ses débuts en Ligue des champions contre Napoli au Stade San Paolo le 17 septembre. Bien qu'il ait réalisé un arrêt remarquable face à l'international belge Dries Mertens alors que le match était à égalité, Adrian a subi sa première défaite en tant que joueur de Liverpool sur le score de 2–0. Le 11 mars 2020, Adrián a remplacé Becker alors que les détenteurs du titre Liverpool étaient éliminés de la Ligue des champions par Atlético Madrid. Déjà mené 1-0 après le match aller en Espagne, Liverpool a perdu 3–2 à Anfield avec certaines décisions de gardien de but d'Adrián faisant l'objet d'un examen attentif.
En octobre 2020, Adrián a commis cinq erreurs ayant directement conduit à des buts lors de ses 21 apparitions pour Liverpool - autant que Becker, le premier choix, en a commis en 92 matchs. Malgré ses erreurs, en octobre 2020, l'entraîneur Klopp a déclaré au sujet d'Adrián : « Adrian est un très bon gardien de but. Il a joué 11 matchs l'année dernière, nous les avons tous gagnés ».
Le 14 juin 2021, Liverpool a annoncé avoir prolongé son contrat, mais sans révéler aucun détail sur la durée de la prolongation. En raison de l'indisponibilité des gardiens de but de premier et deuxième choix Becker et Caoimhín Kelleher, Adrián a joué dans le 2022 FA Community Shield en juillet 2022 contre Manchester City que Liverpool a remporté 3–1,.
Le 30 juin 2023, Adrián prolonge son contrat avec Liverpool jusqu'à la fin de la saison 2023–2024.

#### Retour au Betis Séville
Libre depuis son départ avec le club anglais, il revient en juillet 2024 dans son club formateur du Real Betis.

## Statistiques
| Saison                | Club                  | Championnat           | Championnat | Championnat | Coupe nationale | Coupe nationale | Coupe de la Ligue | Coupe de la Ligue | Supercoupe | Supercoupe | Compétition(s) continentale(s) | Compétition(s) continentale(s) | Compétition(s) continentale(s) | Total | Total |
| Saison                | Club                  | Division              | M.          | B.          | M.              | B.              | M.                | B.                | M.         | B.         | Comp.                          | M.                             | B.                             | M.    | B.    |
| 2012-2013             | Betis Séville         | Liga                  | 32          | 0           | -               | -               | -                 | -                 | -          | -          | -                              | -                              | -                              | 32    | 0     |
| 2013-2014             | West Ham United       | Premier League        | 20          | 0           | 1               | 0               | 5                 | 0                 | -          | -          | -                              | -                              | -                              | 26    | 0     |
| 2014-2015             | West Ham United       | Premier League        | 38          | 0           | 4               | 0               | -                 | -                 | -          | -          | -                              | -                              | -                              | 42    | 0     |
| 2015-2016             | West Ham United       | Premier League        | 32          | 0           | -               | -               | 1                 | 0                 | -          | -          | C3                             | 3                              | 0                              | 36    | 0     |
| 2016-2017             | West Ham United       | Premier League        | 16          | 0           | 1               | 0               | 1                 | 0                 | -          | -          | C3                             | 1                              | 0                              | 19    | 0     |
| 2017-2018             | West Ham United       | Premier League        | 19          | 0           | -               | -               | 3                 | 0                 | -          | -          | -                              | -                              | -                              | 22    | 0     |
| 2018-2019             | West Ham United       | Premier League        | -           | -           | 2               | 0               | 3                 | 0                 | -          | -          | -                              | -                              | -                              | 5     | 0     |
| Sous-total            | Sous-total            | Sous-total            | 125         | 0           | 8               | 0               | 13                | 0                 | -          | -          | -                              | 4                              | 0                              | 150   | 0     |
| 2019-2020             | Liverpool FC          | Premier League        | 11          | 0           | 3               | 0               | -                 | -                 | 1          | 0          | C1                             | 3                              | 0                              | 18    | 0     |
| 2020-2021             | Liverpool FC          | Premier League        | 3           | 0           | -               | -               | 2                 | 0                 | 1          | 0          | C1                             | 1                              | 0                              | 7     | 0     |
| 2021-2022             | Liverpool FC          | Premier League        | -           | -           | -               | -               | 1                 | 0                 | -          | -          | C1                             | -                              | -                              | 1     | 0     |
| 2022-2023             | Liverpool FC          | Premier League        | -           | -           | -               | -               | -                 | -                 | 1          | 0          | C1                             | -                              | -                              | 1     | 0     |
| 2023-2024             | Liverpool FC          | Premier League        | -           | -           | -               | -               | -                 | -                 | -          | -          | C3                             | -                              | -                              | 0     | 0     |
| Sous-total            | Sous-total            | Sous-total            | 14          | 0           | 3               | 0               | 3                 | 0                 | 2          | 0          | -                              | 4                              | 0                              | 26    | 0     |
| 2024-2025             | Betis Séville         | Liga                  | 19          | 0           | -               | -               | -                 | -                 | -          | -          | C4                             | 7                              | 0                              | 26    | 0     |
| Total sur la carrière | Total sur la carrière | Total sur la carrière | 190         | 0           | 11              | 0               | 16                | 0                 | 2          | 0          | -                              | 15                             | 0                              | 234   | 0     |

## Palmarès

### En club
Liverpool (6) : 
- Premier League (1)
  - Vainqueur : 2020.
- Supercoupe de l'UEFA (1)
  - Vainqueur : 2019.
- Coupe du monde des clubs (1)
  - Vainqueur : 2019.
- Coupe de la Ligue (1)
  - Vainqueur : 2024.
- Community Shield (1)
  - Vainqueur : 2022.
  - Finaliste : 2021